# 200-klubben
Medlemskap i 200-klubben är en officiell utmärkelse för ishockeyspelare som spelat 200 A-landskamper i de svenska herr- eller damlandslagen. 
Medlemslistan toppas av forwarden Erika Holst som spelat hela 323 landskamper. På herrsidan leder Jörgen Jönsson med 285 A-landskamper. I tabellen nedan listas namn, position (forward, back, målvakt), födelsedata, mellan vilka år landskamperna spelades samt hur många landskamper som personen noterats för.
| Namn                | F/B/M | Födelsedata       | Mellan vilka år landskamperna spelades | Antal landskamper |
| ------------------- | ----- | ----------------- | -------------------------------------- | ----------------- |
| Erika Holst         | F     | 8 april 1979      | 1994-                                  | 323               |
| Gunilla Andersson   | B     | 26 april 1975     | 1991-2011                              | 297               |
| Jörgen Jönsson      | F     | 29 september 1972 | 1993-2007                              | 285               |
| Jonas Bergqvist     | F     | 26 september 1962 | 1985-1998                              | 272               |
| Thomas Rundqvist    | F     | 4 maj 1960        | 1982-1993                              | 267               |
| Maria Rooth         | F     | 2 november 1979   | 1995-2010                              | 265               |
| Ronald Pettersson   | F     | 16 april 1935     | 1955-1968                              | 252               |
| Sven Tumba          | F     | 27 augusti 1931   | 1951-1966                              | 245               |
| Mats Waltin         | B     | 7 oktober 1953    | 1973-1985                              | 236               |
| Danijela Rundqvist  | F     | 26 september 1984 | 2001-                                  | 223               |
| Frida Nevalainen    | B     | 27 januari 1987   | 2003-                                  | 221               |
| Roland Stoltz       | B     | 1 augusti 1931    | 1956-1968                              | 218               |
| Lasse Björn         | B     | 16 december 1931  | 1951-1961                              | 217               |
| Tommy Samuelsson    | B     | 12 januari 1960   | 1979-1991                              | 215               |
| Ann-Louise Edstrand | B     | 25 april 1975     | 1993-2008                              | 209               |
| Kim Martin          | M     | 28 februari 1986  | 2000-                                  | 205               |
| Nils Nilsson        | F     | 8 mars 1936       | 1955-1967                              | 205               |
| Magnus Johansson    | B     | 4 september 1973  | 1999-                                  | 204               |
| Leif Holmqvist      | M     | 12 november 1942  | 1963-1975                              | 202               |
| Tord Lundström      | F     | 4 mars 1945       | 1964-1977                              | 200               |
| Tomas Jonsson       | F     | 12 april 1960     | 1978-1996                              | 200               |

- Källor: [1][2] (uppdaterad till 29 maj 2012)